# Slipknot (альбом)
Slipknot (с англ. — «Удавка») — дебютный студийный альбом американской метал-группы Slipknot. Он был выпущен 29 июня 1999 года на лейбле Roadrunner Records после того, как были записаны демо-версии песен альбома в 1998 году. Позже, в декабре 1999 года, он был переиздан со слегка изменённым трек-листом в результате судебного процесса. Это был первый релиз группы, спродюсированный Россом Робинсоном, который стремился улучшить звучание Slipknot, а не изменить музыкальное направление группы. Это единственный альбом с оригинальным гитаристом Джошем Брэйнардом, который покинул группу в конце 1998 года на этапе завершения записи. Впоследствии он был заменён Джимом Рутом, который принял участие в записи ещё двух треков, а после стал полноценным участником Slipknot.
Альбом охватывает несколько жанров, но в целом известен своей обширной перкуссией и тяжёлым звучанием. Он был хорошо воспринят как музыкальными критиками, так и слушателями, что стало причиной быстрой популярности Slipknot. Диск дебютировал на 51-м месте в чарте Billboard 200 и стал сертифицированным обладателем двойной платины в Соединённых Штатах, что делает его самым продаваемым альбомом группы. В 2011 году журнал Metal Hammer назвал его лучшим дебютным альбомом за последние 25 лет.

## История записи
В 1997 году, после релиза первого демо-альбома Mate. Feed. Kill. Repeat., участники Slipknot продолжили работать над новым материалом в местной студии SR Audio с новым вокалистом Кори Тейлором. Написанные и записанные песни были: «Slipknot», «Gently», «Do Nothing», «Tattered and Torn», «Heartache and a Pair of Scissors», «Me Inside», «Coleslaw», «Carve», «Windows», и «May 17». В 1998 году группа привлекала всё больше внимания на звукозаписывающие компании такие как Epic и Hollywood Records.
Группа хотела работать над записью дебютного альбома вместе с продюсером Россом Робинсоном, и после встречи с группой Робинсон подписал Slipknot на свой собственный лейбл I Am, но позже помог подписать их на Roadrunner Records. Slipknot покинули Де-Мойн (штат Айова), и переехали в Малибу (Калифорния), где находилась студия Indigo Ranch, в которой группа начала записывать альбом 29 сентября 1998 года.
Процесс записи альбома был «очень агрессивным и хаотичным», так как Робинсон стремился запечатлеть ту интенсивность, которую группа создавала во время живых выступлений. В течение трёх дней были записаны все барабанные партии, что способствовало появлению в альбоме живого звучания, которого группа сочла неотъемлемой частью своего музыкального направления. К 11 ноября 1998 года группа завершила запись альбома и вернулась в Де-Мойн. В период рождества гитарист Джош Брэйнард, который записал все гитарные партии в песнях к этому моменту, покинул группу. Причины его ухода были неясны; широко распространено мнение, что причиной стала семейные обстоятельства, однако Брейнард опроверг эти слухи, объяснив, что «были приняты некоторые решения, которые меня не особо порадовали». Его заменил Джеймс Рут, с которым группа вернулась в студию в феврале 1999 года. Slipknot закончили запись в этот период, добавив две дополнительные песни: перезапись «Me Inside» и новый трек «Purity», который является единственным с альбома, записанным с Джеймсом Рутом. Этапы микширования оказались сложными, поскольку барабанщик Джои Джордисон и продюсер Робинсон освоили весь альбом с аналоговым оборудованием, а не более распространённым тогда методом использования цифровых форматов. Трек «Snap», который является бонусным, стал саундтреком к фильму «Фредди против Джейсона», а трек «Eyeless» появился в эпизоде криминального сериала «Клан Сопрано».

## Музыкальный стиль и тематика песен

### Музыкальный стиль
Стиль альбома характеризуется как ню-метал, но он также демонстрирует влияние других жанров, таких как альтернативный метал и рэп-метал. Музыкальные критики также отметили влияние индастриала. Использование группой перкуссии, тёрнтейблизма и сэмплов дало альбому плотный многослойный звук.

### Тематика песен
Вступление альбома «742617000027» содержит образцы абстрактного звука семплера Крейга Джонса. Номер в названии трека — это штрих-код с альбома Mate.Feed.Kill.Repeat.. Часть диалога была взята из документального фильма 1973 года «Мэнсон» и принадлежит Кори Херсту. Фраза звучит так: «The Whole thing, I think it’s sick».

О песне «(sic)» барабанщик Джои Джордисон вспоминал следующее: 
Трек «(sic)» был написан на самой первой репетиции, которую я проводил со Slipknot 15 сентября 1995 года. Тогда мы были The Pale Ones, а песня изначально называлась «Slipknot». Он звучал совершенно по-другому, поскольку Кори не было с нами в тот момент.
Насчёт песни «Eyeless» есть объяснения. Когда группа впервые приехала в Нью-Йорк для подписания контракта с Roadrunner Records, они наткнулись на шизофреника, который кричал фразу: «You can’t see California without Marlon Brando’s eyes!» (с англ. — «Вы не сможете увидеть Калифорнию без глаз Марлона Брэндо»). Это главный смысл песни. Песня также об отце Кори Тэйлора, о чём поётся во фразе «I am my father’s son, cause he’s a phantom, a mystery, and that leaves me NOTHING!».
«Eeyore» — скрытый трек в конце «Scissors» — начинается после окончания диалога между участниками группы, записанным в то время как они рассматривали сцену в порнофильме, в котором присутствует копрофилия. Он был исполнен вживую много раз и есть в DVD Disasterpieces и в концертном альбоме 9.0: Live.
В интервью вскоре после выхода альбома Джордисон говорил, что голос Кори Тейлора «ускорился».
Рик Андерсон из AllMusic отметил агрессивную, наполненную толкованием тексты Тейлора: «Тексты, которые можно различить, обычно не цитируются на семейном веб-сайте; достаточно сказать, что члены Slipknot разочарованы своими отцами, их родным городом или почти всем остальным». Также он отметил вокал Тэйлора в треке «Scissors», сказав следующее; «Кори поёт так, будто вот-вот заплачет».

## Полемика
После выхода альбома группе пришлось удалить два трека после обвинений в нарушении авторских прав. Треки «Purity» и «Frail Limb Nursery» были вдохновлены историей, опубликованной в Интернете, о девушке по имени Purity Knight (Пьюрити Найт), которую похитили и похоронили заживо. Сайт под названием «Crime Scene» представляет вымышленные истории как настоящие преступления. Первоначально на сайте не было никаких заявлений об отказе от ответственности, в которых говорилось, что это произведение художественной литературы. Многие читатели полагали, что история была правдой, в том числе и Кори Тейлор: «Я всё ещё думаю, что эта история правдивая. Она перевернула весь наш мир, когда мы её прочитали. Можете себе представить, как девушку хоронят в грязи, и вся эта развратная херня стекает вниз? Эта история ранит твою голову».
Дело осложнилось тем, что аудиосэмплы с сайта автора были включены в трек «Frail Limb Nursery», который является прелюдией к «Purity».
Тейлор говорил, что песня «Purity» изначально называлась «Despised» (в 10-юбилейной версии альбома есть демо-трек этой песни под названием «Despise»). Тейлор утверждал, что текст был написан за пять лет до выхода альбома, только название было вдохновлено не историей, а из таких фильмов как «Елена в ящике» и «Коллекционер».
Однако группа, чтобы предотвратить удаление всего альбома, удалили только два трека «Purity» и «Frail Limb Nursery». Слегка обновленные и стандартные версии альбома были выпущены в декабре 1999 года, заменив оба трека на «Me Inside». Несмотря на то, что «Frail Limb Nursery» никогда не переиздавался, песня «Purity» была включена в DVD Disasterpieces, в концертный альбом 9.0: Live, в сборник Antennas to Hell, а также в Slipknot 10th Anniversary Edition.

## Отзывы критиков
| Оценки критиков   | Оценки критиков |
| Источник          | Оценка          |
| ----------------- | --------------- |
| AllMusic          | [ 19 ]          |
| Alternative Press | [ 35 ]          |
| Kerrang!          | [ 36 ]          |
| Q                 | [ 37 ]          |

Альбом получил признание критиков и слушателей; после его выхода группа приобрела популярность, превосходящую их собственные ожидания. Обозреватель AllMusic, Рик Андерсон, оценил альбом 4 из 5 звёздами, назвав его «благоприятным дебютом», и заявил: «Вы думаете, что Limp Bizkit — это тяжёлая группа? Они — The Osmonds. Эти ребята — совершенно другое. И это довольно впечатляет». Rolling Stone заявил, что альбом Slipknot является «металом с большой буквы». Kerrang! добавил, что «каждый сырой и абсолютно бескомпромиссный трек нанесёт сильный удар по чувствам», а в 2001 году журнал Q включил альбом в свой список «50 самых тяжёлых альбомов всех времён». CMJ оценил альбом как двенадцатый по величине «Editorial Pick» в 1999 году. Альбом также был включён в книгу «1001 Albums You Must Hear Before You Die» (с англ. — «Тысяча и один музыкальный альбом, который стоит прослушать, прежде чем вы умрёте») Роберта Димери.

## Коммерческое исполнение
Песня «Wait and Bleed» была номинирована на премию Грэмми в номинации «Лучшее метал-исполнение», но проиграла песне «Elite» группы Deftones. Она также попала в «список величайших метал-песен всех времён» 36-м месте по версии VH1. Выпуск альбома и последующие гастроли значительно увеличили популярность группы. Релиз стал «самым продаваемым альбомом экстремального метала в то время». Он был оценён как «самый продаваемый метал-дебют» в истории Nielsen SoundScan. Почти через год после выпуска Slipknot релиз стал «платиновым», а в 2005-м году 2x платиновым по версии Американской ассоциации звукозаписывающих компаний. В Канаде альбом стал «платиновым» по версии Канадской ассоциации звукозаписывающих компаний 10 июня 2000 года. В Великобритании альбом получил статус «платинового» по версии BPI 17 октября 2008 года.

### 10th Anniversary edition
9 сентября 2009 года Slipknot выпустили специальную версию альбома для празднования десятой годовщины его выпуска. Он был выпущен в двух вариантах: диджипак и бокс-сет. Дата выхода (09/09/09) является ссылкой на тот факт, что в группе было девять участников группы, и они сохранили тот же состав с момента первоначального выпуска альбома. Специальный набор включает в себя: набор CD и DVD с новой упаковкой диджипак, в общей сложности 25 песен, включая оригинальный альбом «Purity» (за исключением прелюдии «Frail Limb Nursery»), а также несколько ранее не выпущенных срезов и демонстрационных треков. На DVD-диске, снятом перкуссионистом Шоном Крэйеном, представлены кадры группы в 1999 и 2000 годах под названием «The Sic: Your Nightmares, Our Dreams». DVD также содержит все три музыкальных клипа, выпущенных в поддержку альбома, целый концерт, записанный на Dynamo Open Air, 2000, и «другие сюрпризы». Версия переиздания «super deluxe» включает в себя футболку, заплатку, коллекционные карточки, брелок, шапочку и записку вокалиста Кори Тейлора и поставляется в упаковке, напоминающей сейф.

## Список композиций
Все тексты песен написанны Шоном Крейеном, Полом Греем, Джои Джордисоном и Кори Тейлором, за исключением «Only One» и «Tattered & Torn» (Крэйен, Грей, Джордисон, Брейнард, Андерс Колсефни и Донни Стили), «Spit It Out» (Грей, Джордисон и Крэйен) и «Surfacing» (Грей, Джордисон и Тейлор).
| №                   | Название | Длительность |
| ------------------- | --- | ------------ |
| 1.                  | «742617000027» | 0:36         |
| 2.                  | «(sic)» | 3:19         |
| 3.                  | «Eyeless» | 3:56         |
| 4.                  | «Wait and Bleed» | 2:27         |
| 5.                  | «Surfacing» | 3:38         |
| 6.                  | «Spit It Out» | 2:39         |
| 7.                  | «Tattered & Torn» | 2:54         |
| 8.                  | «Frail Limb Nursery» | 0:45         |
| 9.                  | «Purity» | 4:14         |
| 10.                 | «Liberate» | 3:06         |
| 11.                 | «Prosthetics» | 4:58         |
| 12.                 | «No Life» | 2:47         |
| 13.                 | «Diluted» | 3:23         |
| 14.                 | «Only One» | 2:26         |
| 15.                 | «Scissors» («Scissors» длится 8:23; между 8:23 и 13:21 наступает тишина; между 13:21 и 16:27 находится трек «Mudslide», который представляет собой разговор группы, скрытый трек под названием «Eeyore» длится 2:48.) | 19:15        |
| Общая длительность: | Общая длительность: | 60:23        |

| №   | Название | Длительность |
| --- | --- | ------------ |
| 15. | «Scissors» | 8:22         |
| 16. | «Me Inside» | 2:39         |
| 17. | «Get This» | 2:02         |
| 18. | «Interloper (Demo)» | 2:18         |
| 19. | «Despise (Demo)» (трек «Despise» длится 3:40; между 3:40 и 8:40 наступает тишина; между 8:40 и 11:47 находится трек «Mudslide», который представляет собой разговор группы, затем снова наступает тишина между 11:47 и 12:32, скрытый трек под названием «Eeyore» длится 2:48.) | 15:20        |

| №   | Название | Длительность |
| --- | --- | ------------ |
| 1.  | «742617000027» | 0:36         |
| 2.  | «(sic)» | 3:19         |
| 3.  | «Eyeless» | 3:56         |
| 4.  | «Wait and Bleed» | 2:27         |
| 5.  | «Surfacing» | 3:38         |
| 6.  | «Spit It Out» | 2:39         |
| 7.  | «Tattered & Torn» | 2:54         |
| 8.  | «Me Inside» | 2:39         |
| 9.  | «Liberate» | 3:06         |
| 10. | «Prosthetics» | 4:58         |
| 11. | «No Life» | 2:47         |
| 12. | «Diluted» | 3:23         |
| 13. | «Only One» | 2:26         |
| 14. | «Scissors» («Scissors» длится 8:23; между 8:23 и 13:21 наступает тишина; между 13:21 и 16:27 находится трек «Mudslide», который представляет собой разговор группы, скрытый трек под названием «Eeyore» длится 2:48.) | 19:15        |

- В цифровой версии треки "Scissors" and "Eeyore" представлены как отдельные треки, а трек "Mudslide" удалён.

| №   | Название | Длительность |
| --- | --- | ------------ |
| 14. | «Scissors» | 8:23         |
| 15. | «Get This» | 2:02         |
| 16. | «Interloper» (Demo) | 2:18         |
| 17. | «Despise (Demo)» (трек «Despise» длится 3:40; между 3:40 и 8:40 наступает тишина; между 8:40 и 11:47 находится трек «Mudslide», который представляет собой разговор группы, скрытый трек под названием «Eeyore» длится 2:48.) | 14:35        |

| №   | Название | Длительность |
| --- | --- | ------------ |
| 15. | «Get This» | 2:03         |
| 16. | «Spit It Out (Hyper Version)» | 2:24         |
| 17. | «Wait and Bleed (Terry Date Mix)» | 2:31         |
| 18. | «Interloper (Demo)» | 2:18         |
| 19. | «Despise (Demo)» | 3:41         |
| 20. | «Surfacing (Live)» (трек «Surfacing» (Live) длится 3:44; между 3:44 и 6:45 наступает тишина; между 6:45 и 9:51 находится трек «Mudslide», который представляет собой разговор группы, скрытый трек под названием «Eeyore» длится 2:48.) | 12:39        |

| №  | Название                     | Длительность |
| -- | ---------------------------- | ------------ |
| 1. | «Wait and Bleed» (видеоклип) | 3:09         |
| 2. | «Spit It Out» (видеоклип)    | 2:58         |

| №   | Название                          | Длительность |
| --- | --------------------------------- | ------------ |
| 1.  | «742617000027»                    | 0:35         |
| 2.  | «(sic)»                           | 3:19         |
| 3.  | «Eyeless»                         | 3:56         |
| 4.  | «Wait and Bleed»                  | 2:27         |
| 5.  | «Surfacing»                       | 3:38         |
| 6.  | «Spit It Out»                     | 2:39         |
| 7.  | «Tattered & Torn»                 | 2:53         |
| 8.  | «Purity»                          | 4:25         |
| 9.  | «Liberate»                        | 3:06         |
| 10. | «Prosthetics»                     | 4:58         |
| 11. | «No Life»                         | 2:47         |
| 12. | «Diluted»                         | 3:23         |
| 13. | «Only One»                        | 2:26         |
| 14. | «Scissors»                        | 8:23         |
| 15. | «Eeyore»                          | 2:49         |
| 16. | «Me Inside»                       | 2:39         |
| 17. | «Get This»                        | 2:03         |
| 18. | «Spit It Out» (Hyper Version)     | 2:24         |
| 19. | «Spit It Out» (Stamp You Out Mix) | 2:36         |
| 20. | «(sic)» (Molt-Injected Mix)       | 3:27         |
| 21. | «Wait and Bleed» (Terry Date Mix) | 2:31         |
| 22. | «Wait and Bleed» (Demo)           | 2:34         |
| 23. | «Snap» (Demo)                     | 2:41         |
| 24. | «Interloper» (Demo)               | 2:18         |
| 25. | «Despise» (Demo)                  | 3:41         |

| №  | Название | Длительность |
| -- | --- | ------------ |
| 1. | «Of the Sic: Your Nightmares, Our Dreams» (документальный фильм) | 52:23        |
| 2. | «Live at Dynamo Open Air 2000» - «742617000027» - «(Sic)» - «Eyeless» - «Wait and Bleed» - «No Life» - «Liberate» - «Purity» - «Prosthetics» - «Spit It Out» - «Get This» - «Surfacing» | 44:28        |
| 3. | «Spit It Out» (видеоклип) | 3:08         |
| 4. | «Wait and Bleed» (видеоклип) | 3:09         |
| 5. | «Surfacing» (видеоклип) | 3:58         |
| 6. | «Wait and Bleed» (анимационный видеоклип) | 3:10         |

| №                   | Название            | Длительность |
| ------------------- | ------------------- | ------------ |
| 1.                  | «742617000027»      | 0:36         |
| 2.                  | «(sic)»             | 3:19         |
| 3.                  | «Eyeless»           | 3:56         |
| 4.                  | «Wait and Bleed»    | 2:27         |
| 5.                  | «Surfacing»         | 3:38         |
| 6.                  | «Spit It Out»       | 2:39         |
| 7.                  | «Tattered & Torn»   | 2:53         |
| 8.                  | «Me Inside»         | 2:39         |
| Общая длительность: | Общая длительность: | 22:07        |

| №                   | Название            | Длительность |
| ------------------- | ------------------- | ------------ |
| 1.                  | «Liberate»          | 3:04         |
| 2.                  | «Prosthetics»       | 4:58         |
| 3.                  | «No Life»           | 2:47         |
| 4.                  | «Diluted»           | 3:23         |
| 5.                  | «Only One»          | 2:24         |
| 6.                  | «Scissors»          | 8:23         |
| Общая длительность: | Общая длительность: | 24:59        |

| №  | Название          | Длительность |
| -- | ----------------- | ------------ |
| 1. | «(sic)»           |              |
| 2. | «Eyeless»         |              |
| 3. | «Surfacing»       |              |
| 4. | «Tattered & Torn» |              |

| №  | Название                     | Длительность |
| -- | ---------------------------- | ------------ |
| 1. | «Only One»                   |              |
| 2. | «Liberate»                   |              |
| 3. | «Suck These Nuts (Get This)» |              |
| 4. | «Killing Leslie»             |              |

| №  | Название               | Длительность |
| -- | ---------------------- | ------------ |
| 1. | «Me Inside»            |              |
| 2. | «Wait and Bleed»       |              |
| 3. | «No Life»              |              |
| 4. | «Interloper (Diluted)» |              |

| №  | Название      | Длительность |
| -- | ------------- | ------------ |
| 1. | «Spit It Out» |              |
| 2. | «Eeyore»      |              |
| 3. | «Scissors»    |              |

| №  | Название                | Длительность |
| -- | ----------------------- | ------------ |
| 1. | «Wait and Bleed» (Demo) | 2:24         |
| 2. | «Snap» (Demo)           | 2:41         |
| 3. | «Interloper» (Demo)     | 2:18         |
| 4. | «Despise» (Demo)        | 3:41         |
| 5. | «Only One» (Demo)       |              |
| 6. | «Me Inside» (Demo)      |              |
| 7. | «Prosthetics» (Demo)    | 5:35         |

| №  | Название                          | Длительность |
| -- | --------------------------------- | ------------ |
| 1. | «Surfacing» (Jay Baumgardner Mix) |              |
| 2. | «Only One» (Jay Baumgardner Mix)  |              |
| 3. | «No Life» (Jay Baumgardner Mix)   |              |
| 4. | «(sic)» (Ulrich Wild Mix)         |              |
| 5. | «Purity»                          | 4:25         |
| 6. | «Eeyore»                          | 2:49         |

| №  | Название                                 | Длительность |
| -- | ---------------------------------------- | ------------ |
| 1. | «Wait and Bleed» (Live in Hartford 1999) |              |
| 2. | «Surfacing» (Live in Hartford 1999)      |              |
| 3. | «Purity» (Live in Hartford 1999)         |              |
| 4. | «Spit It Out» (Live in Hartford 1999)    |              |
| 5. | «Eeyore» (Live in Hartford 1999)         |              |

| №  | Название                         | Длительность |
| -- | -------------------------------- | ------------ |
| 1. | «(sic)» (Live in the UK 2000)    |              |
| 2. | «Eyeless» (Live in the UK 2000)  |              |
| 3. | «No Life» (Live in the UK 2000)  |              |
| 4. | «Eeyore» (Live in the UK 2000)   |              |
| 5. | «Liberate» (Live in the UK 2000) |              |

| №  | Название                               | Длительность |
| -- | -------------------------------------- | ------------ |
| 1. | «Purity» (Live in the UK 2000)         |              |
| 2. | «Prosthetics» (Live in the UK 2000)    |              |
| 3. | «Spit It Out» (Live in the UK 2000)    |              |
| 4. | «Wait And Bleed» (Live in the UK 2000) |              |
| 5. | «Get This» (Live in the UK 2000)       |              |

| №  | Название                          | Длительность |
| -- | --------------------------------- | ------------ |
| 1. | «Surfacing» (Live in the UK 2000) |              |
| 2. | «Me Inside» (Live in the UK 2000) |              |
| 3. | «Scissors» (Live in Iowa 2000)    |              |

| №   | Название                          | Длительность |
| --- | --------------------------------- | ------------ |
| 1.  | «742617000027»                    | 0:35         |
| 2.  | «(sic)»                           | 3:19         |
| 3.  | «Eyeless»                         | 3:56         |
| 4.  | «Wait and Bleed»                  | 2:27         |
| 5.  | «Surfacing»                       | 3:38         |
| 6.  | «Spit It Out»                     | 2:39         |
| 7.  | «Tattered & Torn»                 | 2:53         |
| 8.  | «Purity»                          | 4:25         |
| 9.  | «Liberate»                        | 3:06         |
| 10. | «Prosthetics»                     | 4:58         |
| 11. | «No Life»                         | 2:47         |
| 12. | «Diluted»                         | 3:23         |
| 13. | «Only One»                        | 2:26         |
| 14. | «Scissors»                        | 8:23         |
| 15. | «Eeyore»                          | 2:49         |
| 16. | «Me Inside»                       | 2:39         |
| 17. | «Get This»                        | 2:03         |
| 18. | «Wait and Bleed» (Demo)           | 2:24         |
| 19. | «Snap» (Demo)                     | 2:41         |
| 20. | «Interloper» (Demo)               | 2:18         |
| 21. | «Despise» (Demo)                  | 3:41         |
| 22. | «Only One» (Demo)                 |              |
| 23. | «Me Inside» (Demo)                |              |
| 24. | «Prosthetics» (Demo)              | 5:35         |
| 25. | «Surfacing» (Jay Baumgardner Mix) |              |
| 26. | «Only One» (Jay Baumgardner Mix)  |              |
| 27. | «No Life» (Jay Baumgardner Mix)   |              |
| 28. | «(sic)» (Ulrich Wild Mix)         |              |
| 29. | «(sic)» (Molt-Injected Mix)       | 3:27         |
| 30. | «Wait and Bleed» (Terry Date Mix) | 2:31         |
| 31. | «Spit It Out» (Hyper Version)     | 2:34         |
| 32. | «Spit It Out» (Stamp You Out Mix) | 2:36         |

## Позиции в чартах и сертификация
| Чарт (1999—2000) | Высшая позиция |
| ---------------- | -------------- |
| Австралия        | 32             |
| Австрия          | 44             |
| Дания            | 42             |
| Финляндия        | 30             |
| Франция          | 175            |
| Германия         | 57             |
| Новая Зеландия   | 49             |
| Швеция           | 53             |
| Великобритания   | 37             |
| США              | 51             |
| Top Heatseekers  | 1              |

| Чарт (2000)        | Высшая позиция |
| ------------------ | -------------- |
| Billboard 200      | 98             |
| Independent Albums | 4              |

| Страна         | Организация | Сертификация  |
| -------------- | ----------- | ------------- |
| Австралия      | ARIA        | Платиновый    |
| Канада         | CRIA        | Платиновый    |
| Япония         | RIAJ        | Золотой       |
| Нидерланды     | NVPI        | Золотой       |
| Великобритания | BPI         | Платиновый    |
| США            | RIAA        | 2x Платиновый |

## Участники записи
| Slipknot - (#0) Сид Уилсон — диджей - (#1) Джои Джордисон — ударные - (#2) Пол Грей — бас-гитара, бэк-вокал - (#3) Крис Фэн — перкуссия, бэк-вокал (только в треке «Mudslide») - (#4) Джеймс Рут — гитара (только в треке «Purity») - (#5) Крэйг Джонс — семплы, клавишные - (#6) Шон Крейен — перкуссия, бэк-вокал - (#7) Мик Томсон — гитара - (#8) Кори Тейлор — вокал - Джош Брэйнард — гитара (все треки кроме «Purity», в буклете не указан) - Грег Уэлтс — перкуссия (только в треке «Spit it Out» и демо-треках) | Технический персонал - Росс Робинсон — продюсер, сведение - Роб Агнелло — инжиниринг - Чак Джонсон — инжиниринг, сведение - Джои Джордисон и Шон МакМахон — дополнительное микширование - Кевин Майлз — сведение - Стивен Пульт — инженер по локации - Стефан Сескис — обложка альбома, фотография - Дин Карр — фотография группы - T42Design — дизайн альбома, надпись |  |